# Ninguém Escreve ao Coronel
Ninguém Escreve ao Coronel (El coronel no tiene quien le escriba) foi um dos primeiros contos a serem escritos por Gabriel García Márquez, publicado no final de 1961.
O Coronel foi um dos muitos oficiais da revolução, e por isso passa anos esperando a chegada de uma carta que iria anunciar a sua tão esperada pensão. Enquanto ele espera, a sua vida vai passando. A sua mulher tem uma doença respiratória  e ambos vivem numa extrema pobreza. O seu filho morre e deixa como herança um galo de briga, que se torna a única esperança - além da tão esperada carta - de pagar suas dívidas e conseguir alimento para a família.

## Enredo

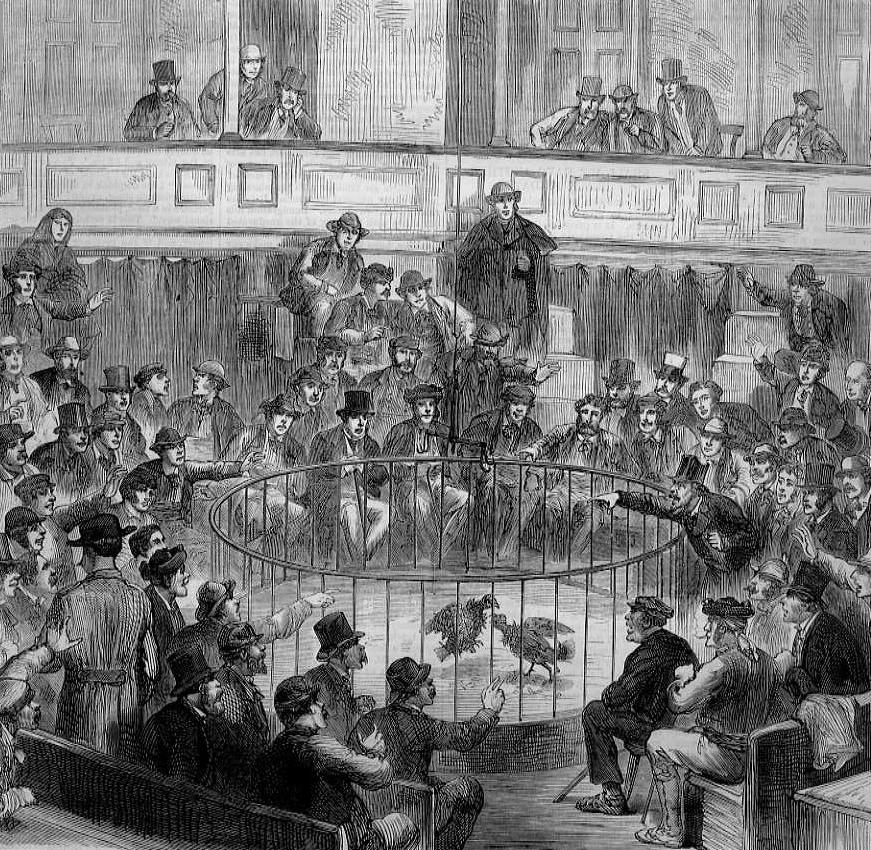
Luta de galos

A ação passa-se entre outubro e dezembro de 1956. No início da história o Coronel vai ao funeral de um músico que tinha a idade do seu filho. Esta morte tinha a particularidade de ser a primeira morte natural dos últimos anos. Desde que o seu filho tinha morrido, o Coronel, a sua mulher e o galo tinham sobrevivido com o dinheiro da máquina de costura do filho, que era alfaiate. Na iminência do dinheiro acabar, o Coronel tenta vender o único bem que lhe restava, um relógio de parede, mas a vergonha impede-o de assumir que está sem dinheiro e acaba por não o vender. Depois, chega à conclusão de que tem vender o galo. D. Sabas, o homem rico da aldeia, oferece-lhe 900 pesos pelo galo. No dia em que começam os treinos de luta de galos, o seu galo tem uma vitória espetacular, o que convence o Coronel de que poderá ganhar mais dinheiro mantendo o galo, do que o preço oferecido por D. Sabas. Mas ainda faltam 45 dias para o início das lutas de galos...

### A carta
O Coronel tinha alcançado o seu posto na guerra, aos vinte anos de idade. O governo tinha decidido 33 anos antes atribuir uma pensão aos veteranos de guerra. Dada a escassez de recursos, as pensões eram atribuídas num sistema de filas de espera. O Coronel entrou nessa lista de espera a 12 de agosto de 1949 e tinha o número 1823. A partir dessa data passou a ir todas as sextas-feiras esperar a lancha que trazia o correio à sua ilha esperar que venha a confirmação de que chegou a sua vez.

## Personagens

### O Coronel
Tem 75 anos de idade. "Os ossos das suas mãos estavam cobertos por uma pele brilhante e esticada, manchada de bexigas assim como a pele do pescoço.", "Era um homem seco, de ossos sólidos e articulados que nem com parafuso e porca. Era a vitalidade dos seus olhos que fazia com que não parecesse conservado em formol". Sofre de problemas intestinais em todos os meses de outubro. Muito pobre e sobrevive vendendo os bens que tem em casa. Deposita a sua esperança na carta e no galo.

### A Mulher
É casada com o Coronel há 40 anos. Sofre com asma, mas é bastante enérgica, quando não tem crises. "Com a sua assombrosa habilidade para compor, cerzir e remendar, ela parecia que tinha descoberto a solução para aguentar a economia doméstica no vazio".

### Agustín
O único filho do coronel. Foi morto pela polícia em Janeiro ao ser apanhado a distribuir propaganda antigovernamental. Era alfaiate e adepto da luta de galos e as apostas que essas lutas envolviam. Deixou como herança aos pais, as sua máquina de costura e o galo.

### Os amigos de Agustín
Alfaiates, adeptos de lutas e apostas como ele.

### D. Sabas
O homem rico da aldeia e padrinho de Agustín. Sofre de diabetes e foi "o único dirigente do seu partido que escapara à perseguição política e que continuava na terra".

### O Médico
É jovem, tem cabelo encaracolado e dentes perfeitos. Não cobra as consultas ao coronel e empresta-lhe os jornais e um boletim com notícias censuradas pelo governo.

### O padre Ángel
Criou um sistema de badaladas do sino da igreja para classificação do filmes exibidos no cinema.

Predefinição:Portal-literatura